# An Ideal for Living
| Críticas profissionais | Críticas profissionais |
| Avaliações da crítica  | Avaliações da crítica  |
| Fonte                  | Avaliação              |
| ---------------------- | ---------------------- |
| All Music Guide        | link                   |

An Ideal for Living é o EP de estréia da banda britânica de pós-punk Joy Division, lançado em 1978, no Reino Unido, logo após terem trocado o nome da banda de Warsaw (Varsóvia em Português) para Joy Division. Todas as faixas foram registradas no Pennine Sound Studios, na cidade de Oldham, em 14 de dezembro de 1977, e lançadas de maneira independente pelo selo Enigma Records, de propriedade da própria banda. As faixas deste EP seriam relançadas na compilação Substance, editada em 1988.

## Capa e Controvérsia
A capa do EP trazia uma imagem em preto e branco de um membro loiro da Juventude Hitlerista tocando um tambor, desenhada pelo guitarrista Bernard Sumner (creditado como "Bernard Albrecht" na capa). Tal capa, aliada à natureza do nome da banda alimentou alguma controvérsia sobre uma possível simpatia nazista de seus membros. Joy Division é um termo retirado do livro de teor sado-masoquista The House of Dolls de Karol Cetinsky, e era usado para se referir ao setor de um campo de concentração nazista onde as mulheres deportadas eram forçadas a se prostituírem. No início da faixa "Warsaw", Ian Curtis grita "31G-350125" que é nada menos do que o número de prisioneiro de Rudolf Hess, militar fanático do Terceiro Reich, na prisão de Spandau, em Berlim.
Embora Peter Hook e Bernard Sumner tenham admitido mais tarde que possuiam uma fixação pelo tema na época, Stephen Morris insistiu que a obsessão do grupo com a iconografia Nazi vinha do desejo de manter vivas as memórias e os sacrifícios de seus familiares durante a Segunda Guerra Mundial, e que as acusações de simpatia neo-nazista apenas provocavam a banda a "continuar fazendo isso, porque este é o tipo de pessoa que nós somos". A capa reflete antes de tudo a ligação da banda com a estética punk naquele momento, que iria mais tarde se desenvolver em um estilo pós punk.

## Recepção e Crítica
Na época de seu lançamento o semanário inglês especializado em rock alternativo, Melody Maker, revisou favorávelmente o EP. Seu crítico, Chris Brazier, disse que o disco possuia "a familiar natureza tosca de uma produção caseira, mas que era cheio de ideias, e que eles seriam uma banda interessante dentro de uns 7 meses".

## Faixas
Todas as faixas por Joy Division
1. "Warsaw" – 2:26
2. "No Love Lost" – 3:42
3. "Leaders of Men" – 2:34
4. "Failures" – 3:44